# Major Matt Mason
 (novembre 2016).
Si vous disposez d'ouvrages ou d'articles de référence ou si vous connaissez des sites web de qualité traitant du thème abordé ici, merci de compléter l'article en donnant les références utiles à sa vérifiabilité et en les liant à la section « Notes et références ».
La gamme de jouets « Major Matt Mason », dédiée au jouet spatial, était produite par Mattel de 1967 jusqu'au début des années 1970. Les figurines étaient basées sur des modèles trouvés dans les magazines Life, Air Force Magazine et Jane's.
Créé par Mattel pour donner aux garçons un jouet qui serait l’équivalent des Barbie pour les petites filles, cet astronaute de 16 cm révolutionnait la taille des jouets de l’époque (30 cm pour un soldat GI Joe). Le stockage en maison et surtout auprès des détaillants s’en trouva avantagé.
Construit autour d’un squelette de fil de fer, les ingénieurs ont souhaité faire de ce nouveau jouet un personnage avec lequel les enfants pourraient jouer en modifiant les poses de l’astronaute.
Ce jouet, certainement un des plus imaginatifs dédiés au jouet spatial, était extrêmement apprécié à sa sortie mais sa popularité a diminué avec la perte générale d'intérêt pour le programme spatial américain.
À partir de 1970, certains des moules de fabrication ont été expédiés à l'étranger et ont fait surface au Mexique sous le nom « Capitan Meteoro » le nom produit par Cipsa en Amérique centrale et Amérique du Sud. Les boîtes et le texte étaient rédigés en espagnol.
La ligne de jouets a aussi été vendue, dès 1968, en Europe sous le nom « Major Matt » et « Major Matt Mason ». Bien des produits ou accessoires n’ont pas tous été disponibles dans tous les pays européens.

## Études préliminaires
Les ingénieurs de Mattel se sont inspirés du programme spatial américain qui était en plein essor dans les années 1960.

### La combinaison
La combinaison nommée « Apollo developpemental AX1-L » issue de nombreux tests réalisés par la firme International Latex Corporation (ILC) à Dover USA pour le programme Apollo fut une source d'inspiration pour développer l'apparence des figurines.

### La "Moon Suit"

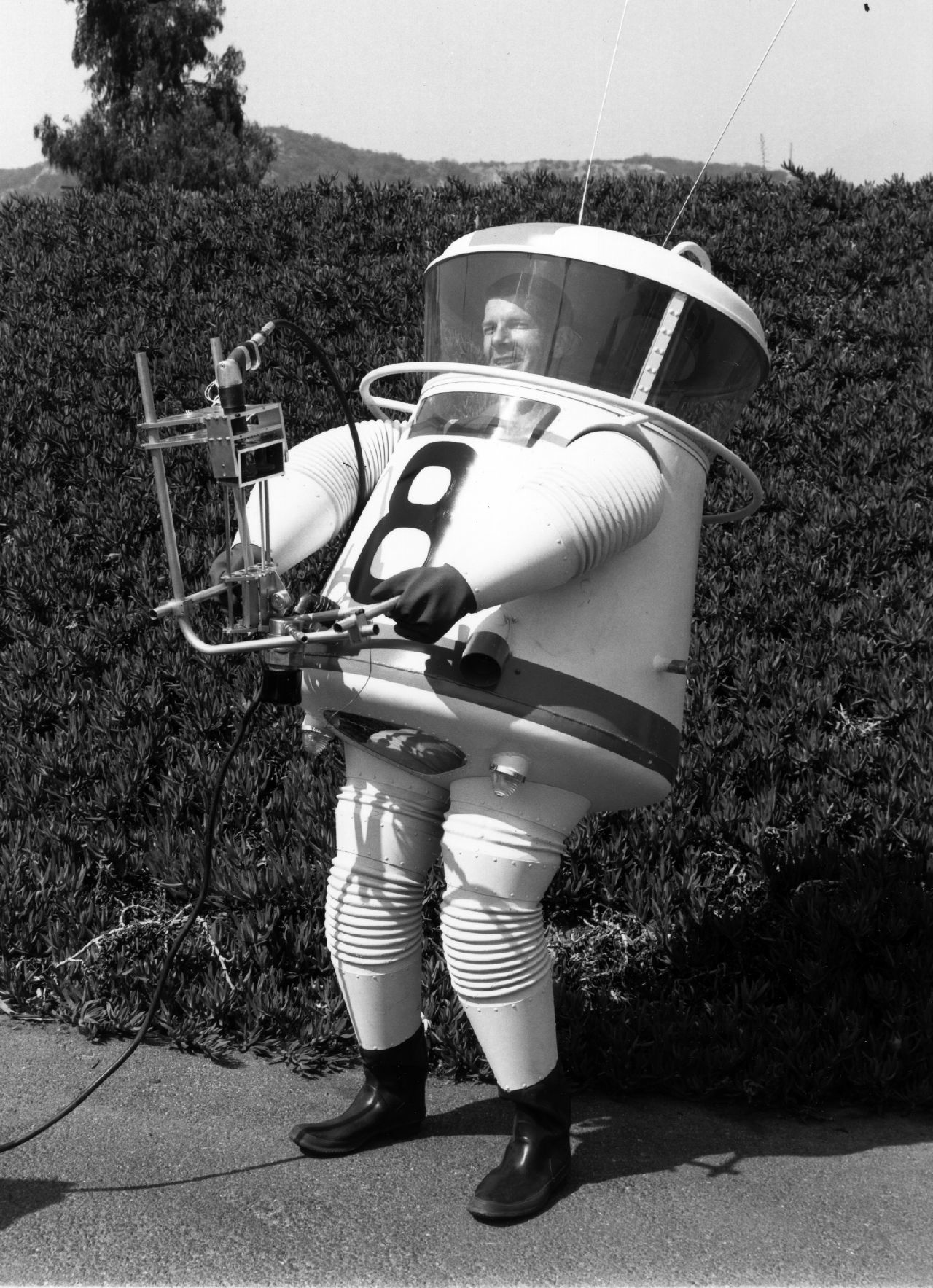

Un des premiers équipements produits pour le major Matt Mason, fut la "Moon Suit" inspirée des projets Américains de conquête de la lune. Un article présent dans le magazine LIFE du 27 avril 1962 décrit les phases de test de cette nouvelle protection lunaire.

## Personnages

### Major Matt Mason[3]
Le premier astronaute de la ligne de jouet, le Major Matt Mason, a été basé sur les astronautes du programme américain MERCURY. La production initiale a été modelée dans du caoutchouc blanc. Ensuite de la peinture argent a été apposée sur les manchettes, du bleu sur les sangles du corps et de grands points rouges sur les bras et les jambes. Les articulations en forme de soufflets ont été ensuite peintes en noir.
Après quelques plaintes concernant le fait que les peintures avaient tendance à déteindre, Mattel a commencé à modeler la figure dans un caoutchouc noir. Les parties blanches et colorées étant ensuite sur-peintes.Ces figures initiales avaient toutes une inscription modelée dans le dos des figurines C 1966 MATTEL, INC., le BREVET EN COURS D'HOMOLOGATION américain et HONG KONG.

### Sergent Storm[3]
« L’ami Spatial du Major Matt Mason, Prêt et capable d'aborder n'importe quel travail spatial sur son « CAT TRAC. » (Indication visible à l’arrière de la carte)
Le deuxième astronaute à être produit était le Sergent Storm. Cette figurine portant une combinaison de couleur rouge est initialement produite avec des manchettes peintes blanches, des points noirs peints sur les bras, des sangles bleues et un casque probablement rouge. Cette représentation publicitaire n’a pas vu le jour car aucun casque de couleur n’a jamais été produit par Mattel. Les figures postérieures ont perdu les manchettes blanches et ensuite les sangles bleues.

### Doug Davis[3]
Expert scientifique en radiologie spatiale. « Doug Davis fait des recherches sur les zones de pénétration de rayon cosmiques » (Indication visible à l’arrière de la carte).
Doug Davis porte une combinaison jaune/orange. On le trouvait, dans son emballage, assis sur son « Cat Trac ». Son costume est équipé de courroies noires avec des poches blanches mais sans points peints sur les bras et jambes.

### Jeff Long[3]
Spécialiste scientifique des fusées. « Il va sur son Cat Trac lunaire à la recherche d’aires de lancement de fusée. » (Indication visible à l’arrière de la carte)
Jeff porte une combinaison bleue avec des courroies noires et une absence de points peints sur les membres. Il a été probablement produit pour attirer les enfants afro-américains qui avaient été mis à l’écart dans la production de jouets liés à la course à l’espace américaine. Jusqu'à l'apparence de Jeff, il n'y avait aucun Afro-américain représenté en astronaute.
Jeff était présenté sous blister, assis sur son Cat Trac lunaire blanc.

### Callisto[3]
« Callisto l'ami du Commandant Matt Mason en provenance de Jupiter ».
Il était l'étranger mystérieux qui possédait des facultés mentales avancées (représenté par sa tête verte transparente, veinée). Il était armé d'un Power Pak attaché au sommet de ses épaules. Une pompe à main libérait un fil représentant un « Capteur pour rassembler des  échantillons de planète pour analyse » selon la publicité de l’époque.

### Capitaine Laser[3]
Probablement créé pour une autre ligne de jouet, Le Capitaine Laser était une poupée de 30 cm fonctionnant à piles. Les accessoires portés à sa main droite étaient interchangeables et s’allumaient en même temps que les yeux et le réacteur de poitrine.
La publicité annonçait : « l'Ami de l’espace du Major Matt Mason… Vous activez ses pouvoirs Laser surhumains : Son Laser! Rayons Laser! Les yeux projettent des rayons! Réacteur Solaire! Codeur Cosmique! Bouclier de Radiation! Balise Cosmique! ».

### Scorpio[3]
Il est le bandit de la ligne de jouet : « Les grands yeux et la bouche étincellent avec la lumière d'une autre intelligence ! »
Le Scorpio est sorti tardivement dans une boîte colorée et a obtenu une distribution limitée. Le Scorpio est vendu sans autocollants, ceci devait représenter une réduction du coût de production plutôt qu'une omission. Le Scorpio est équipé d’une pile, dans le corps de la figurine, qui éclaire la tête de cet alien.